# Gnathonaroides pedalis
Gnathonaroides pedalis là một loài nhện trong họ Linyphiidae. Chúng được James Henry Emerton miêu tả vào năm 1923. Chúng được tìm thấy ở Canada và Mỹ.